# Bdelyrus grandis
Bdelyrus grandis е вид бръмбар от семейство Листороги бръмбари (Scarabaeidae).

## Разпространение
Видът е разпространен в Еквадор и Колумбия.